# 歐邁里耶區

36°16′N 3°02′E / 36.267°N 3.033°E
歐邁里耶區（阿拉伯语：‎），是阿爾及利亞的行政區，位於該國北部，由麥迪亞省負責管轄，首府設於歐邁里耶，面積293平方公里，2008年人口32,408，人口密度每平方公里111人。